# ツーリスト・イン・パラダイス
| 専門評論家によるレビュー | 専門評論家によるレビュー |
| レビュー・スコア         | レビュー・スコア         |
| 出典                     | 評価                     |
| ------------------------ | ------------------------ |
| Allmusic                 | link                     |

『ツーリスト・イン・パラダイス』（Tourist in Paradise）は、フュージョン・バンド、ザ・リッピントンズが1989年にGRPレコードよりリリースしたサード・アルバム。
ジャケットはビル・メイヤーのイラストによるジャズ・キャットがギターの形をしたサーフボードに乗ってサーフィンしている。ラテン調の曲もあり、南国を意識させる作りである。タイトル・トラックは有名曲の一つであり、カール・アンダーソンの印象的なボーカルが聴ける。
国内盤は何度も再発されており、ユニバーサル・ミュージック・ジャパンから出ている2005年の版(UCCU-5383)が最新である。

## トラック・リスト
| 全作曲: ラス・フリーマン *はウィリー・ミッチェルとアル・グリーン、アル・ジャクソンによる。 |                                                                         |       |                                                                                    |      |
| #                                                                                          | タイトル                                                                | 作詞  | 作曲・編曲                                                                         | 時間 |
| 1.                                                                                         | 「ツーリスト・イン・パラダイス - "Tourist in Paradise"」                |       | ラス・フリーマン *はウィリー・ミッチェルと アル・グリーン 、アル・ジャクソンによる | 5:39 |
| 2.                                                                                         | 「ジュピターズ・チャイルド - "Jupiter's Child"」                        |       | ラス・フリーマン *はウィリー・ミッチェルと アル・グリーン 、アル・ジャクソンによる | 5:17 |
| 3.                                                                                         | 「アルバ! - "Aruba!"」                                                  |       | ラス・フリーマン *はウィリー・ミッチェルと アル・グリーン 、アル・ジャクソンによる | 4:15 |
| 4.                                                                                         | 「ワン・サマー・ナイト・イン・ブラジル - "One Summer Night in Brazil"」 |       | ラス・フリーマン *はウィリー・ミッチェルと アル・グリーン 、アル・ジャクソンによる | 6:28 |
| 5.                                                                                         | 「アースバウンド - "Earthbound"」                                       |       | ラス・フリーマン *はウィリー・ミッチェルと アル・グリーン 、アル・ジャクソンによる | 4:37 |
| 6.                                                                                         | 「レッツ・ステイ・トゥゲザー - "Let's Stay Together" *」                |       | ラス・フリーマン *はウィリー・ミッチェルと アル・グリーン 、アル・ジャクソンによる | 4:47 |
| 7.                                                                                         | 「ワン・オーシャン・ウェイ - "One Ocean Way"」                          |       | ラス・フリーマン *はウィリー・ミッチェルと アル・グリーン 、アル・ジャクソンによる | 4:19 |
| 8.                                                                                         | 「デスティニィ - "Destiny"」                                            |       | ラス・フリーマン *はウィリー・ミッチェルと アル・グリーン 、アル・ジャクソンによる | 5:40 |
| 9.                                                                                         | 「ザ・プリンセス - "The Princess"」                                     |       | ラス・フリーマン *はウィリー・ミッチェルと アル・グリーン 、アル・ジャクソンによる | 3:08 |
| 合計時間:                                                                                  | 合計時間:                                                               | 44:10 |                                                                                    |      |

## パーソネル
- ラス・フリーマン - ギター、シンセサイザー、プログラミング
- スティーヴ・リード - パーカッション
- スティーヴ・ベイリー - ベース・ギター
- トニー・モレイアス - ドラムス、ハイ・ハット&シンバル
- ブランダン・フィールズ - サックス
- カール・アンダーソン - ボーカル
- ロブ・ムリンズ - キーボード